# Języki paleoiberyjskie

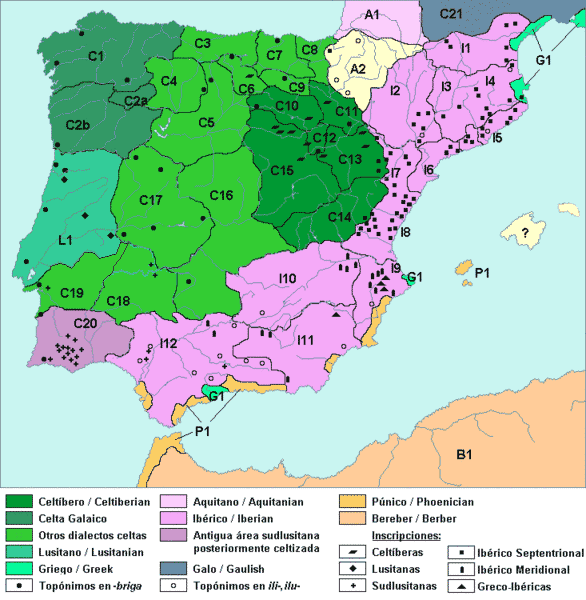
Rozmieszczenie toponimów na ili / briga i rozmieszczenie głównych znalezisk inskrypcji

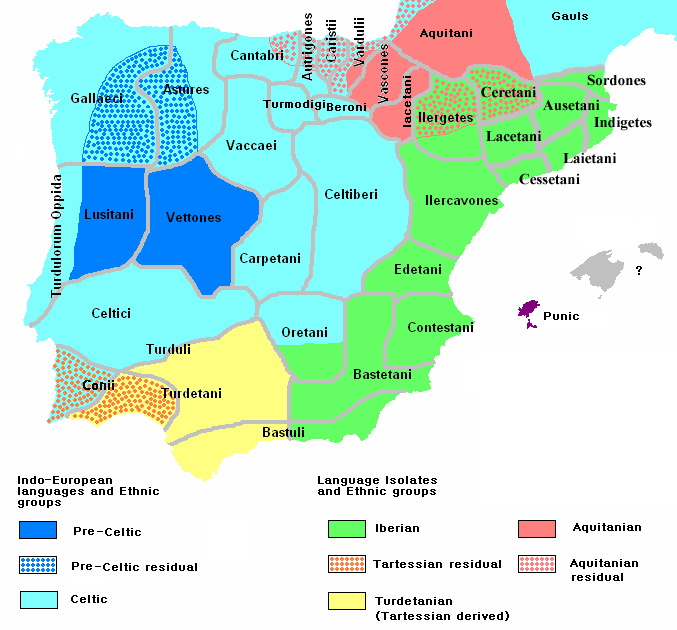
Języki Półwyspu iberyjskiego około 200 r. p.n.e..

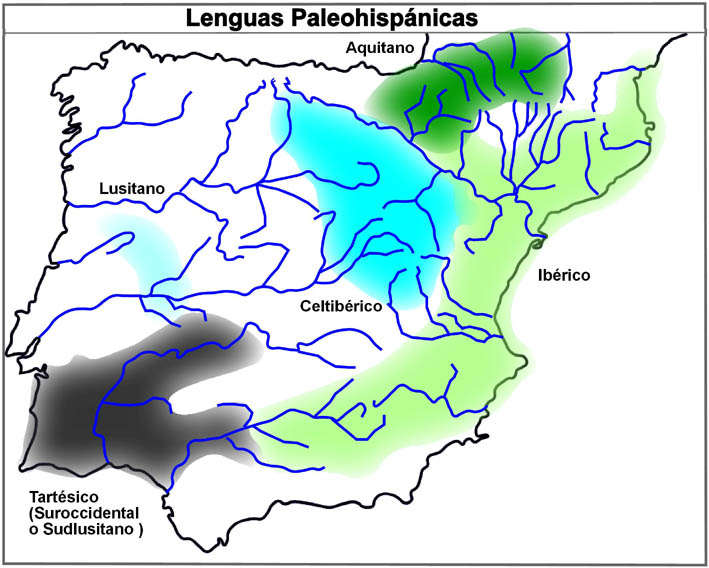
Mapa języków według granic rozmieszczenia znalezisk

Języki paleohispanickie, paleoiberyjskie – języki autochtoniczne, używane na Półwyspie Iberyjskim przed przybyciem Rzymian. Użycie terminu autochtoniczne jest nieco kontrowersyjne, ponieważ nie wiadomo, czy wszystkie były miejscowego pochodzenia. Uważa się, że języki nieindoeuropejskie mają charakter substratowy, a języki indoeuropejskie są wiązane z nowszą warstwą ludnościową, która przybyła na Półwysep Iberyjski w dobie prehistorycznej. Rozważa się wpływy języka fenickiego, greki i iliryjskiego na języki paleoiberyjskie.
Bardzo prawdopodobne, że większość z tych języków wyszła z użycia, nie pozostawiając po sobie śladu, jednak w niektórych regionach Półwyspu Iberyjskiego zachowały się krótkie inskrypcje, zapisane przy użyciu tzw. pism paleoiberyjskich lub alfabetu łacińskiego. Większość z inskrypcji paleohispanickich datuje się na okres od V w. p.n.e., a nawet VII w. p.n.e., aż do I wieku p.n.e lub początków I wieku n.e.  
Do ich opisu, często stosuje się terminy języki cząstkowe albo języki fragmentaryczne (niem. Restsprachen albo Trümmersprachen), wymyślone przez niemieckiego językoznawcę Jürgena Untermanna.
Języki paleoiberyjskie, w których zostały spisane dłuższe inskrypcje:
- Język iberyjski
- Język celtyberyjski
- Język tartezyjski (znany też jako południowo-luzytański lub południowozachodni), używany przez mieszkańców Tartessos
- Język luzytański

Inne znane są jedynie z toponimów, antroponimów i geonimów, zawartych w źródłach greckich i rzymskich, a są to:
- Język akwitański lub prabaskijski
- Język galecki
- Język staroeuropejski